# Paul Sartorius (Komponist)
Paul Sartorius (getauft 16. November 1569 in Nürnberg; † 28. Februar 1609 in Innsbruck) war ein deutscher Komponist und Organist der Spätrenaissance und des Frühbarocks.

## Leben und Werk
Sartorius studierte zunächst bei L. Lechner in der Lateinschule bei St. Lorenz in Nürnberg. Dann studierte er Komposition in Italien, vermutlich bei Ruggiero Giovannelli in Rom. Ab 1594 wirkte er als Organist der Hofkapelle des Hochmeisters des Deutschen Ordens Maximilian III. in Mergentheim und nach dessen Ernennung zum Statthalter von Tirol 1602 in Innsbruck.
Sartorius komponierte die Missae tres octonis voci Decantandae (München 1599, 1600), Madrigali a cinque vocis (Venedig 1600), Sonetti spirituali a sei voci (Nürnberg 1601), das Neue Deutsche Liedlein mit vier Stimmen nach Art der Welschen Canzonette (Nürnberg 1601), Sacrae cantiones sive motecta (Venedig 1602), weitere Messen und Motetten im Stile Palestrinas, acht Magnificats und zwei deutsche Lieder. Seine Werke zeigen einen großen Einfluss der italienischen Musik seiner Zeit, insbesondere von Palestrinas.